# Jim Taylor (Footballspieler)
James Charles Taylor, auch Jim Taylor und Jimmy Taylor (* 20. September 1935 in Baton Rouge, Louisiana; † 13. Oktober 2018 ebenda) war ein US-amerikanischer American-Football-Spieler auf der Position des Runningbacks. Er spielte für die Green Bay Packers und die New Orleans Saints in der National Football League (NFL).

## Laufbahn

### High School/College
Jim Taylor spielte in seiner Geburtsstadt an der High School American Football und besuchte danach die Louisiana State University.

### Profi
In der NFL Draft 1958 wurde Taylor von einem der damals schlechtesten Teams, den Green Bay Packers in der zweiten Runde an 15. Stelle ausgewählt. 1959 wurde Vince Lombardi Head Coach in Green Bay. Die Packers wurden zu einem der besten Footballteams der 1960er Jahre. Die Packers hatten ein Jahr vor Taylor Paul Hornung verpflichtet. Das Runningbackduo Taylor/Hornung (Spitzname: „Thunder & Lightning“, deutsch: „Donner und Blitz“) wurde zu einer gefürchteten Angriffswaffe der Packers. Von 1961 bis 1966 gewannen die Packers viermal die NFL Meisterschaft, 1961 gegen die New York Giants mit 37:0, 1962 gegen die gleiche Mannschaft mit 16:7 (Taylor erlief dabei einen Touchdown), 1965 gegen die Cleveland Browns mit 23:12 und ein Jahr später gegen die Dallas Cowboys mit 34:27. Der Sieg im letztgenannten Spiel bedeutete zudem den Einzug in das AFL-NFL Championship Game, der später in Super Bowl I umbenannt wurde. Bei diesem Super Bowl erzielte Taylor einen Touchdown, die Packers gewannen mit Quarterback Bart Starr 35:10 gegen die Kansas City Chiefs.
Bis 1966 spielte Taylor für die Packers und wechselte dann für ein Jahr zu den neugegründeten New Orleans Saints. Nach einer Saison bei den Saints beendete er seine Karriere.
Taylor konnte während seiner zehn Jahre andauernden NFL-Laufbahn 8.597 Yards Raumgewinn durch Laufspiel erzielen. In seinem erfolgreichsten Jahr (1962) brachte er es auf 1.474 Yards Raumgewinn. Das war Ligabestleistung, genauso wie die in diesem Jahr erzielten 19 Touchdowns.

## Ehrungen
Jim Taylor ist Mitglied in dem NFL 1960s All-Decade Team, in der Wisconsin Athletic Hall of Fame, in der Green Bay Packers Hall of Fame und in der Pro Football Hall of Fame. Er spielte fünfmal im Pro Bowl, dem Abschlussspiel der besten Spieler einer Saison. Sechsmal wurde er zum All-Pro gewählt. 1962 wurde er zum MVP der gesamten NFL-Saison gewählt.

## Abseits des Spielfelds
Jim Taylor wurde nach seiner Laufbahn ein erfolgreicher Geschäftsmann. Im Jahr 1978 war er Geschäftsführer der American National Rugby League. Er war verheiratet und starb in seiner Geburtsstadt, wo er auf dem Greenoaks Memorial Park seine letzte Ruhestätte fand.